# 多孔茨藻
多孔茨藻（学名：Najas foveolata）是水鳖科茨藻属的植物。分布于印度、马来西亚以及中国大陆的广西：北海等地，一般生于湖边、静水中、湖中、稻田边及流水中，目前尚未由人工引种栽培。